# 1702 en science
| Années de la science : 1699 - 1700 - 1701 - 1702 - 1703 - 1704 - 1705    |
| Décennies de la science : 1670 - 1680 - 1690 - 1700 - 1710 - 1720 - 1730 |

Cet article présente les faits marquants de l'année 1702 en science.

## Événements
- 14 février, 21 février, 21 mars[1] : Thomas Savery fait passer dans la presse (Postman) des publicités afin de faire sa pompe à vapeur auprès des exploitants de mines[2],[3].
- 20 avril : La 10e plus proche comète (C/1702 H1) passe près de la Terre à 0,0437 UA (6 537 000 km)[4].

## Publications
- William Cowper : Descriptio Glandularum nuper detect, Londres. Description des glandes de Cowper[5].
- David Gregory : Astronomiae physicae et geometricae elementa, Oxford. Il applique les principes de la mécanique d'Isaac Newton à l'astronomie[6].

## Naissances
- 5 mars : Laurent Béraud (mort en 1777), astronome français.
- 16 août : Roque Joaquín de Alcubierre (mort en 1780), militaire espagnol, pionnier de l'archéologie.
- 5 octobre : Edouard Corsini (mort en 1765), religieux, mathématicien et philosophe italien.
- 17 novembre : Giovanni Antonio Lecchi (mort en 1776), jésuite, mathématicien et ingénieur hydrographe italien.
- 2 décembre : Samuel Engel (mort en 1784), savant, bibliothécaire, géographe et agronome suisse.

- George Martine (mort en 1741), physicien écossais[7].
- Charles Wood (mort en 1774), maître de forges anglais.
- Vers 1702 :
  - Thomas Bayes (mort en 1761), mathématicien anglais.
  - Pierre Martel (mort en 1761), opticien et mathématicien genevois.

## Décès

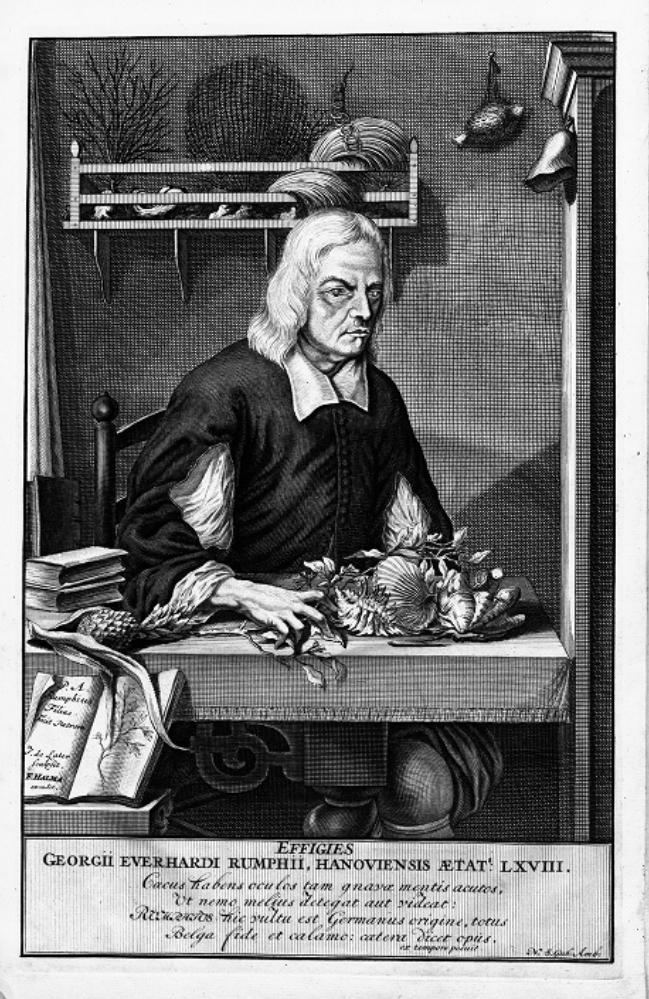
Georg Everhard Rumphius

- 29 avril : Clopton Havers (né en 1657), médecin anglais.
- 15 juin : Georg Everhard Rumphius (né en 1627), naturaliste allemand.
- 12 décembre : Olof Rudbeck (né en 1630), physiologiste suédois.